# Assemblée générale des actionnaires
 (avril 2011).
 (avril 2011).
Si vous disposez d'ouvrages ou d'articles de référence ou si vous connaissez des sites web de qualité traitant du thème abordé ici, merci de compléter l'article en donnant les références utiles à sa vérifiabilité et en les liant à la section « Notes et références ».
Pour les articles homonymes, voir Assemblée générale (homonymie).
L’assemblée générale des actionnaires constitue le moment privilégié pour les propriétaires des actions d'une société de s'informer sur la situation de l'entreprise et de s'exprimer sur sa gestion. Elle se réunit au minimum une fois dans l'année. L'assemblée générale peut être ordinaire (AGO) ou extraordinaire (AGE).
L'objet de l'assemblée générale est d'approuver les comptes de l'exercice présentés par le directoire ou le conseil d'administration. Par ailleurs, différentes résolutions, telles que le montant du dividende ou des opérations sur le capital, sont soumises au vote des actionnaires.
Le lieu de réunion est fixé dans la convocation adressée aux actionnaires, au siège social ou dans tout autre lieu du département, sauf clause contraire des statuts.

## Droit français
Dans le code du commerce, les règles concernant les assemblées d'actionnaires sont prévues aux articles L225-96 à L225-125

## Droit canadien
Dans la Loi canadienne sur les sociétés par actions (LCSA), les règles concernant les assemblées d'actionnaires sont prévues aux articles 132 à 144 LCSA.
Dans la Loi sur les sociétés par actions du Québec (LSAQ), les règles sur l'assemblée annuelle des actionnaires sont prévues aux articles 163 à 206 LSAQ, tandis que les règles sur l'assemblée extraordinaire sont prévues aux articles 207 à 212 LSAQ.